# Fabienne Sintes
Pour les articles homonymes, voir Sintes.
Fabienne Sintes (prononcé [sɛ̃tɛs]), née le 25 avril 1969 à Paris, est une journaliste française.
À la tête de la matinale (7 h-9 h) de la radio France Info du 29 août 2016 au 14 juillet 2017, elle rejoint à la rentrée de septembre 2017 France Inter, remplaçant Nicolas Demorand à la présentation de la tranche 18 h-20 h de la radio publique.

## Biographie

### Formation et débuts
Fabienne Sintes obtient un master de journalisme au Centre universitaire d'enseignement du journalisme (CUEJ) de Strasbourg. Ses professeurs lui conseillent la radio plutôt que la presse écrite.

### Carrière dans les médias
Fabienne Sintes entre en 1992 à Radio France où elle est journaliste, reporter et grand reporter. Après des débuts en CDD — elle est l'une des premières journalistes à faire le tour de toutes les locales ou presque — elle est recrutée à France Bleu Sud Lorraine à Nancy, avant de rejoindre France Inter et le service reportages.
Correspondante aux États-Unis pour Radio France entre septembre 2007 et juin 2013, sa lettre ouverte à son successeur a été reprise par plusieurs médias,.
Elle rejoint ensuite la matinale de France Info, d'abord avec le 8/10 en duo avec Célyne Baÿt-Darcourt entre septembre 2013 et juin 2014 avant de prendre la tête du 6/9 en solo en septembre 2014.  
En 2016, elle prend la tête du 7/9 de France Info et co-présente l'interview politique avec Jean-Michel Aphatie, Guy Birenbaum et Gilles Bornstein, diffusée à 8 h 30, également sur la chaîne de télévision France Info.
À la rentrée 2017, elle prend les commandes du 18/20 de  France Inter, en remplacement de Nicolas Demorand parti présenter le 7/9 de la radio publique aux côtés de Léa Salamé. Elle anime les émissions Un jour dans le monde et Le téléphone sonne. À ce poste, elle introduit invariablement sa prise d'antenne par la phrase « Le monde est vaste, et on n'a qu'une heure ».